# 지방도 제616호선
지방도 제616호선은 충청남도 홍성군 금마면 죽림리 배양삼거리와 아산시 송악면 역촌삼거리를 잇는 충청남도의 지방도이다.
이 도로는 아산에서 홍성으로 가는 21번 국도와 연계도로로 사용된다.

## 연혁
- 2001년 1월 20일 : 월송도로(예산군 광시면 월송리) 1.4km 구간 개량 개통, 기존 340m 구간 폐지[1]
- 2003년 2월 20일 : 지방도 노선 폐지 및 재지정으로 총연장이 38.6km에서 40.6km로 변경[2]
- 2005년 8월 22일 : 예산군 신양면 녹문리 ~ 신양리 508m 구간 개통[3]
- 2012년 7월 1일 : 지방도 노선 조정[4]

## 주요 경유지
- 홍성군
  - 금마면 배양삼거리 - 덕정리 - 덕정사거리 - 강월교 - 도막사거리 - 봉서리 - 버티고개

- 예산군
  - 응봉면 버티고개 - 건지화리
  - 대흥면 교촌리 - 교촌삼거리 - 도접교 - 동서리 - 의좋은형제공원 - 대흥중학교, 대흥고등학교 - 상중리
  - 광시면 동산리 - 동산삼거리 - 동산교 - 장전리 - 장전교 - 월송리 - 황계교 - 월송교
  - 신양면 황계삼거리 - 황계리 - 녹문리 - 녹문삼거리 - 신양교 - 신양사거리 - 제2신양교 - 신양 교차로 - 제2불원교 - 불원 교차로 - 연리 교차로
  - 대술면 귀마 교차로 - 산정2교 - 대술 교차로 - 산정2교 - 대술중학교 - 대술면사무소 - 화천리 - 동촌삼거리 - 궐곡사거리 - 장복교 - 상항리 - 장복리 - 송석리 - 오형제고개

- 아산시
  - 송악면 오형제고개 - 강장리 - 강장사거리 - 동화교 - 동화리 - 송악저수지 - 삼거2교 - 삼신교 - 역촌삼거리 - 송남중학교 - 역촌리 - 역촌삼거리

## 중복 구간
- 예산군 대흥면 교촌삼거리 ~ 광시면 동산삼거리 : 지방도 제619호선과 중복
- 예산군 신양면 신양사거리 ~ 대술면 궐곡사거리 : 지방도 제645호선과 중복
- 예산군 신양면 신양 교차로 ~ 대술면 대술 교차로 : 국도 제32호선과 중복
- 예산군 대술면 대술 교차로 ~ 산정2교 동단 : 지방도 제618호선과 중복

## 도로명
- 홍성군 금마면 배양삼거리 ~ 예산군 대흥면 교촌삼거리 : 금마로
- 예산군 대흥면 교촌삼거리 ~ 광시면 동산삼거리 : 예당로
- 예산군 광시면 동산삼거리 ~ 신양면 신양사거리 : 예당남로
- 예산군 신양면 신양사거리 ~ 신양 교차로 : 청신로
- 예산군 신양면 신양 교차로 ~ 대술면 대술 교차로 : 차동로
- 예산군 대술면 대술 교차로 ~ 궐곡사거리 : 대술로
- 예산군 대술면 궐곡사거리 ~ 오형제고개 : 대술동로
- 아산시 송악면 오형제고개 ~ 역촌삼거리 : 송악로
- 아산시 송악면 역촌삼거리 ~ 역촌삼거리 : 송악로714번길